# Coppito
Coppito è una frazione dell'Aquila, situata tra la Strada statale 17 (a sud) e la Strada statale 80 (a nord), a circa 5 km dal centro storico del capoluogo.
Il centro nacque nell'Alto Medioevo con il nome di Poppleto e fu uno dei castelli fondatori della città, all'interno della quale i suoi abitanti costruirono la chiesa di San Pietro a Coppito, capoquarto del quarto di San Pietro. L'antico castello fu danneggiato dal terremoto dell'Aquila del 1703 ed è ormai quasi del tutto scomparso, mentre nella seconda metà del XX secolo la frazione ha conosciuto un notevole sviluppo urbano, grazie all'edificazione delle strutture dell'Università degli Studi dell'Aquila e dell'Ospedale regionale San Salvatore.

## Storia
L'antica Poppletto sorse sopra uno sperone roccioso che costeggia il fiume Aterno. L'area in antichità era abitata solo dai cittadini di Amiternum (attuale San Vittorino), una delle città più grandi dei Sabini, anche se scoperte archeologiche hanno dimostrato che nell'area dell'attuale quartiere Pettino esistesse l'antica Pitinum.
Poppleto (detta in altri documenti anche Poplito) nacque come castello longobardo; quando i territori amiternino e forconese vennero ripartiti con la Marsica e il resto del Sannio abruzzese in 7 gastaldie, Amiterno e Forcona facevano parte con Rieti della "provincia Valeria" con sede amministrativa a Celano, dove sorse la dinastia dei Conti dei Marsi. All'epoca di Federico II di Svevia esistevano i Conti di Poplito, che abitavano nel castello sul colle, e gestivano per conto della Contea vari feudi nella zona ovest della conca aquilana. Nel 1233 Federico II scacciò i conti, che gli si erano ribellati insieme al conte Tommaso di Celano, e vi pose una guarnigione di cadetti che facevano le veci imperiali, usando spesso la violenza.

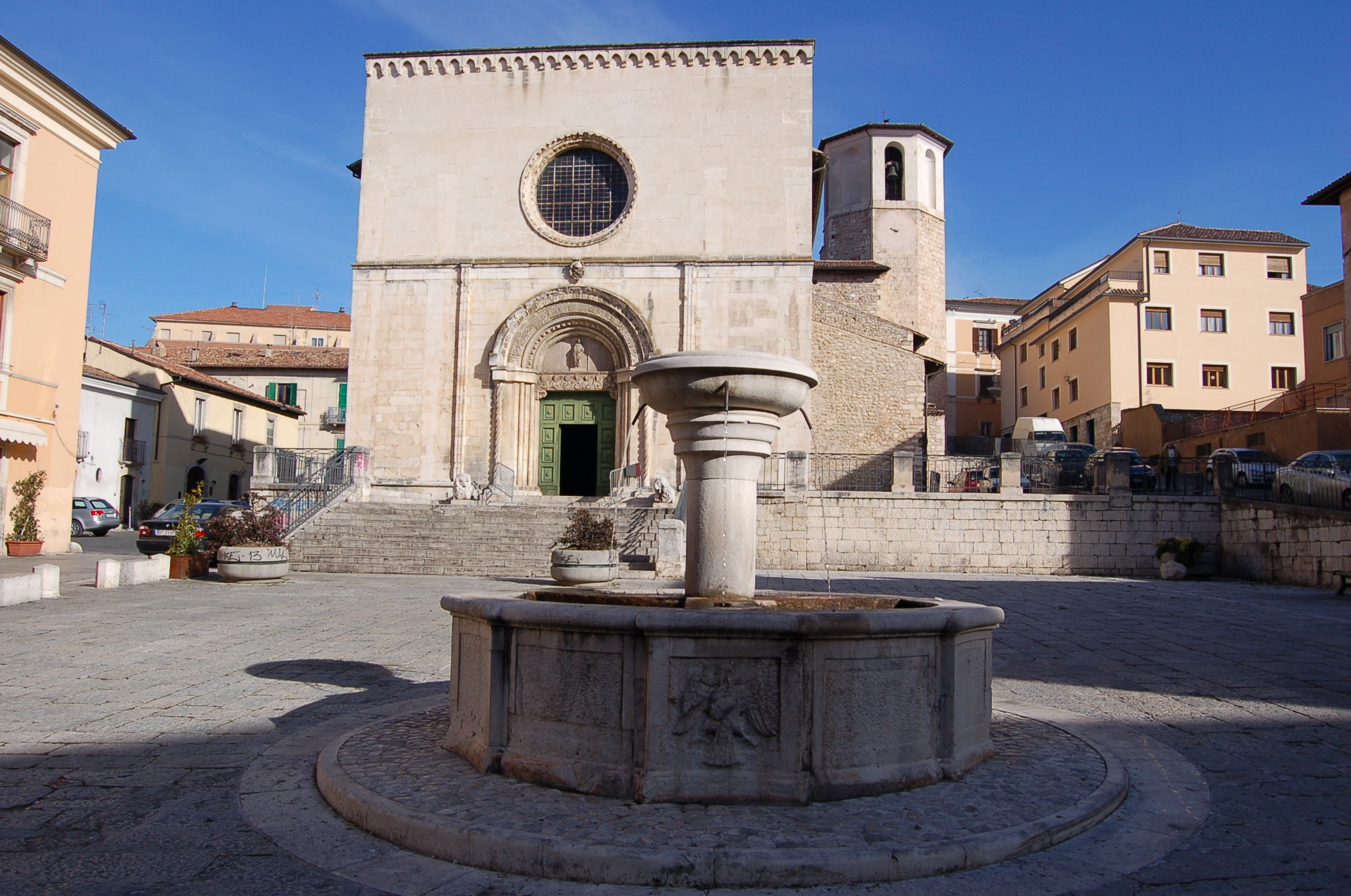
Veduta della chiesa di San Pietro a Coppito all'Aquila, fondata dai castellani di Poppleto

Nel 1254 Poppleto fu uno dei castelli fondatori (99 secondo la leggenda) della nuova città dell'Aquila, istituita per concessione di Corrado IV di Svevia attraverso il Privilegium concessum de constructione Aquilae; nel 1259 la città fu però distrutta da Manfredi di Svevia e quindi ricostruita da Carlo I d'Angiò, con il quale iniziò il periodo di dominazione angioina sul territorio. La costruzione della città prevedeva che a ogni castello fondatore fosse affidato un pezzo di territorio all'interno delle mura cittadine da costruire e popolare, detto locale, in cui Poppleto costruì la chiesa di San Pietro a Coppito; nel 1272 la città fu divisa in quattro quarti, di cui uno prese di quarto di San Pietro, elevando a chiesa capoquarto l'edificio costruito dai coppitani.
Di Coppito non si hanno molte notizie a partire dall'epoca spagnola in poi, perdendo gradualmente il ruolo centrale nel baricentro del Quarto e diventando una contrada della città. Il terremoto dell'Aquila del 1703 danneggiò gravemente il centro e il castello, di cui era visibile un torrione monco ancora nei primi anni del Novecento e che fu abbattuto negli anni 1930, con il paese che venne ricostruito sulle rovine della fortezza. Dagli anni 1960 agli anni 1990 la frazione fu interessata da un moderato sviluppo urbano e dalla creazione del polo scientifico dell'Università degli Studi dell'Aquila e dell'Ospedale regionale San Salvatore. Il terremoto dell'Aquila del 2009 ha danneggiato centro storico di Coppito, e in seguito ai danneggiamenti nel territorio fu creato un insediamento del progetto C.A.S.E..

## Monumenti e luoghi d'interesse
- Chiesa di San Pietro apostolo detta "di Santa Maria delle Grazie: posta nella parte orientale del centro storico, la chiesa fu costruita nel XIII secolo e si presenta esternamente in stile romanico, mentre all'interno prevale quello barocco. La facciata è caratterizzata dalla pietra concia locale e da un portale a tutto sesto, con lunetta ornata da fregi a motivo vegetale, mentre su una parete laterale si apre un secondo portale, architravato con timpano triangolare e fregi che provengono da una lastra di spoglio della vicina Amiternum; sopra il portale maggiore si apre una finestra gotica ogivale, sul retro ci sono tre tribune d'altare. Il retro ha tre absidi, di cui una manomessa per l'adattamemto della chiesa dopo il sisma del 1703. L'interno è a navata unica, con impianto rettangolare, tre absidi semicircolari e un campanile a vela ed è stato ristrutturato in stile barocco dopo il terremoto del 1703. All'interno sono conservati affreschi manieristi di Saturnino Gatti che raccontano le scene di vita di San Pietro.

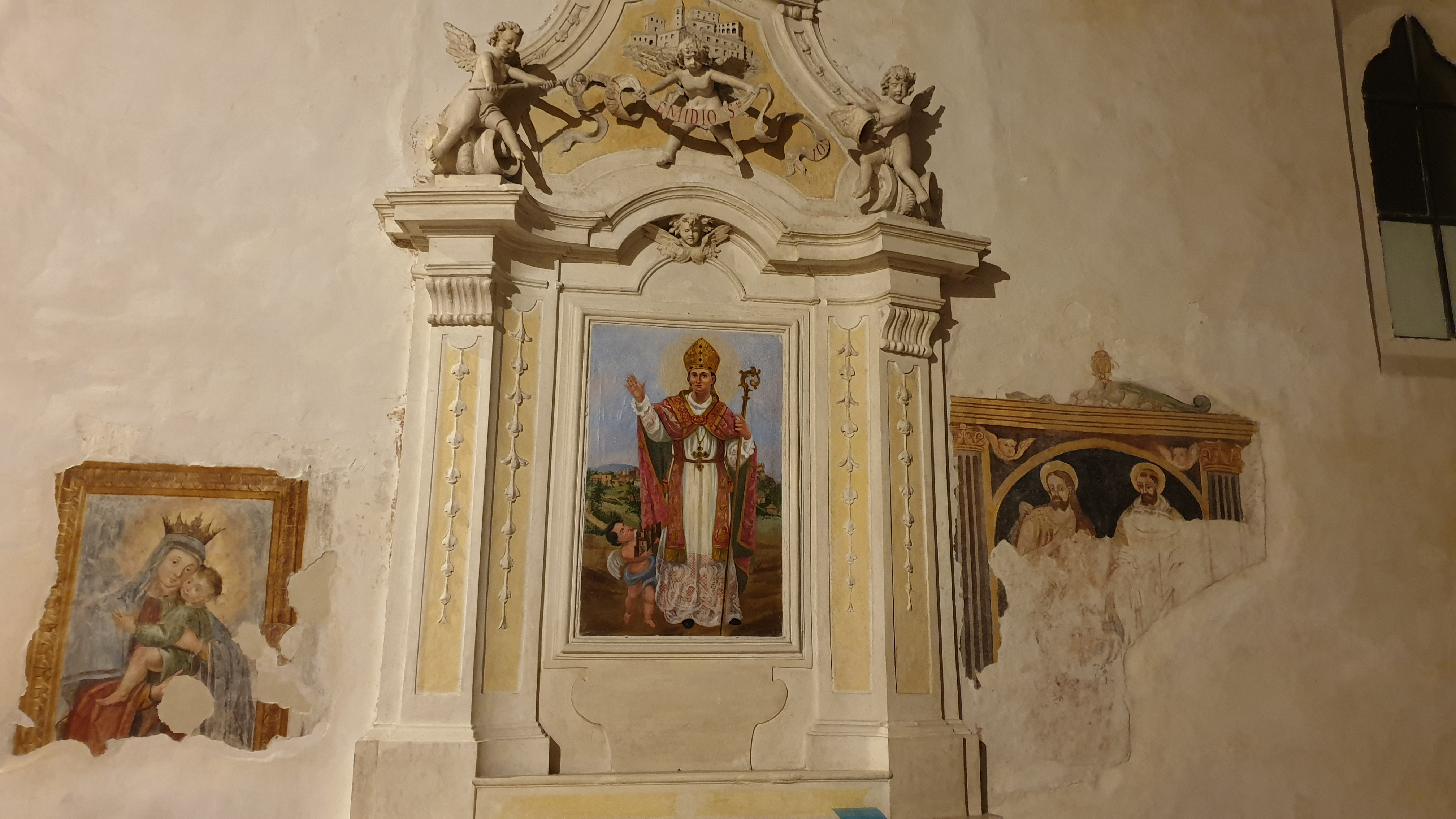
Altare laterale
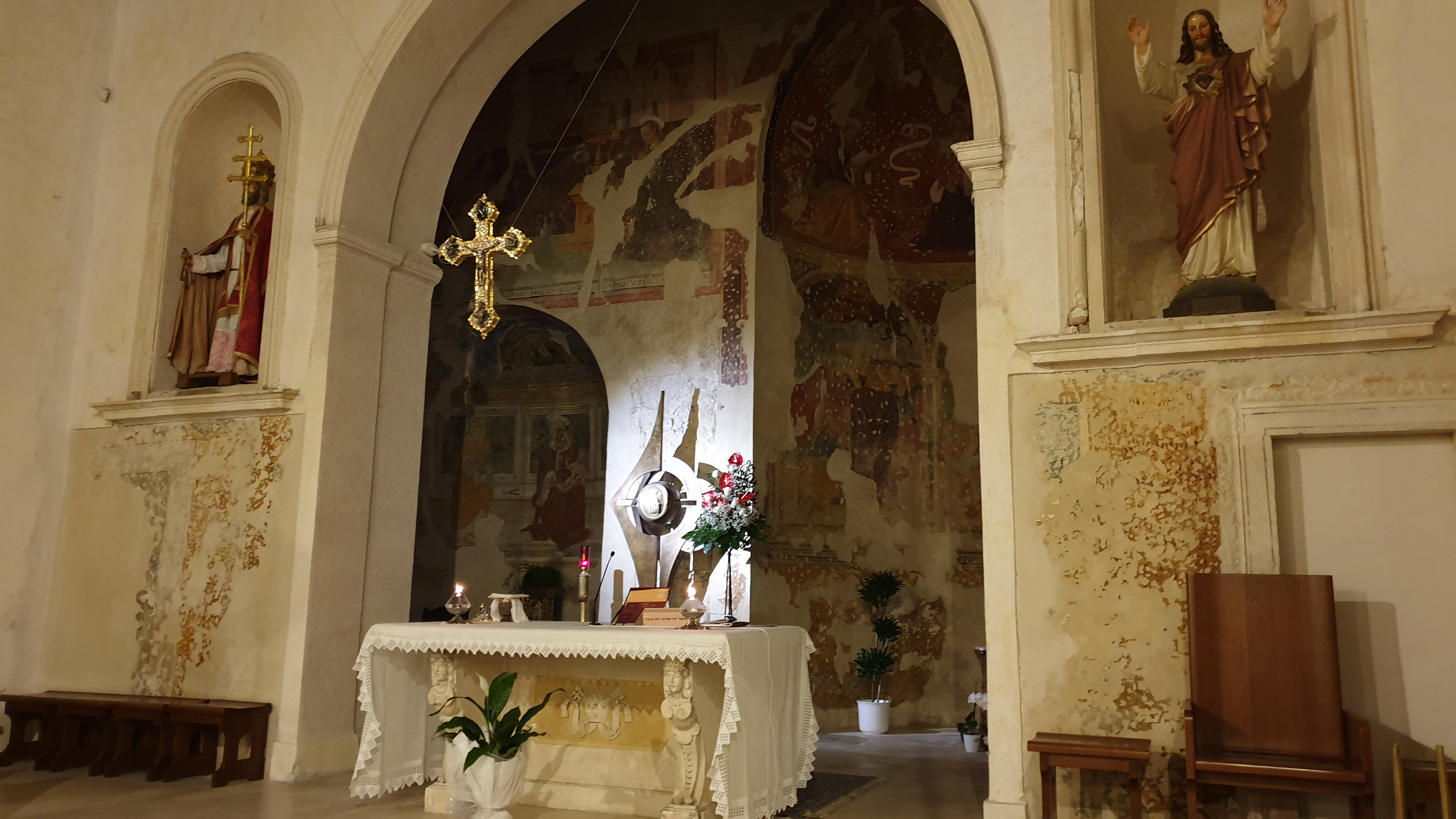
Altare maggiore con le tre tribune
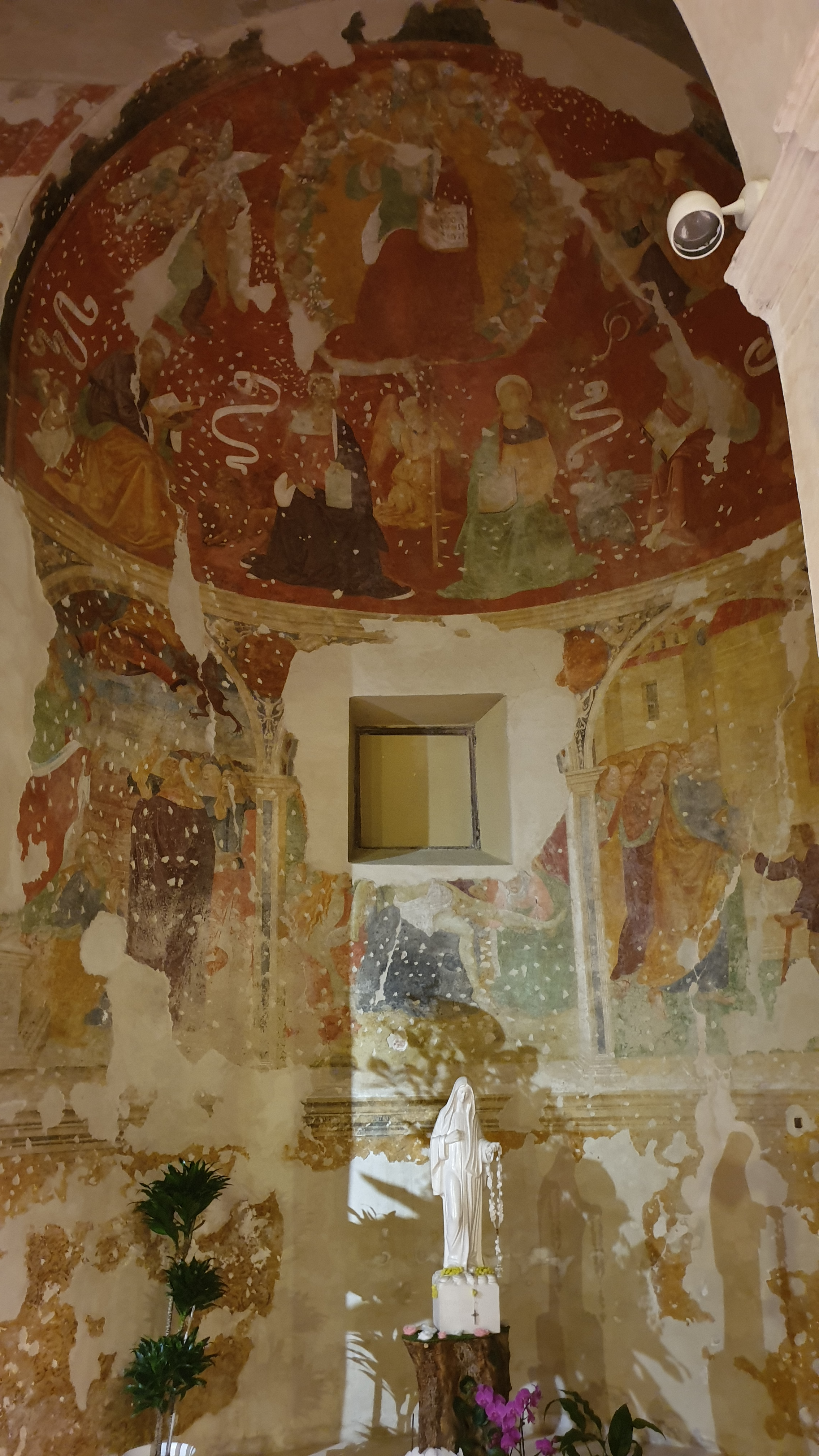
Altare maggiore: Cristo in maestà e il Tetramorfo
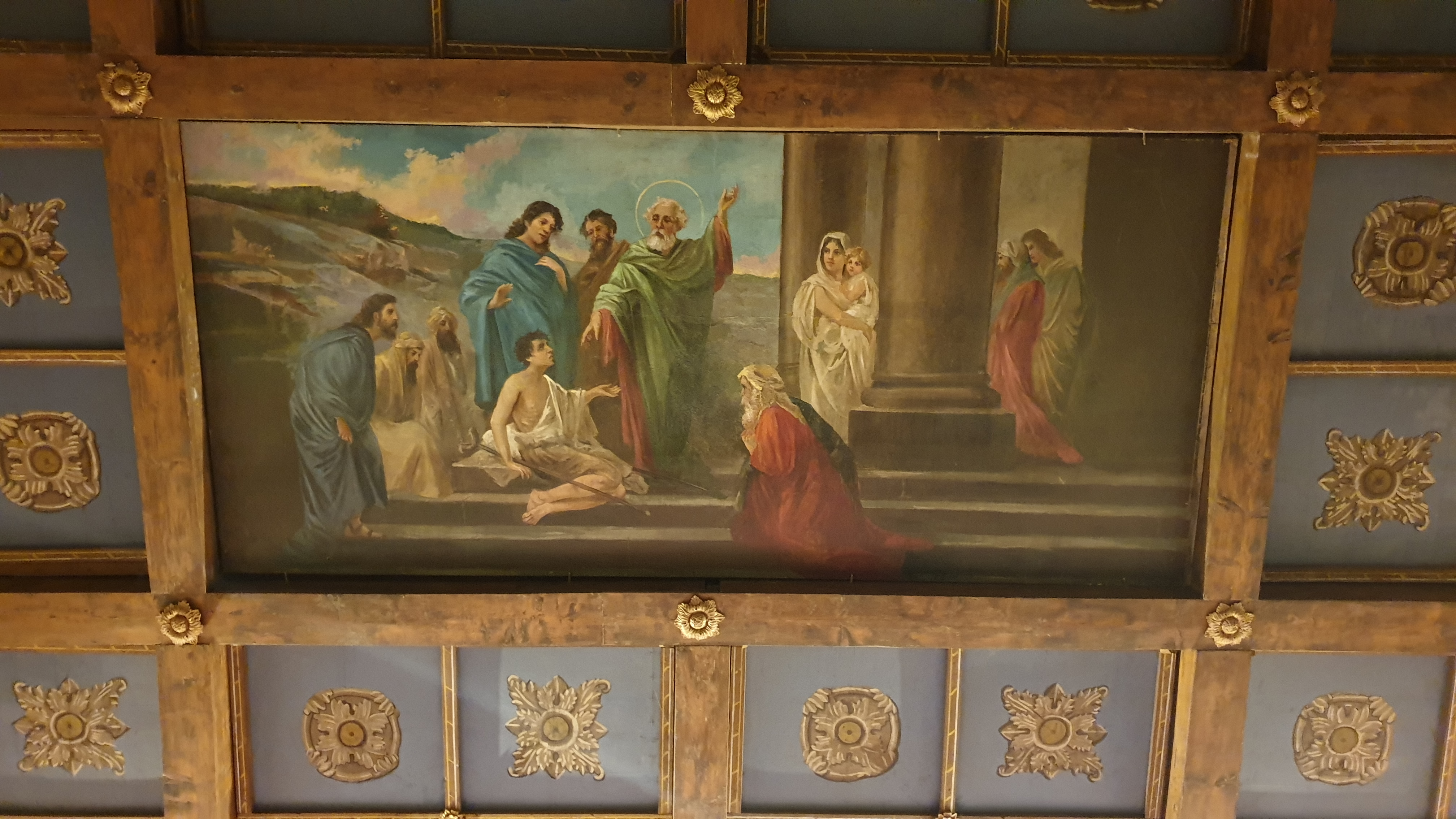
Particolare del soffitto ligneo
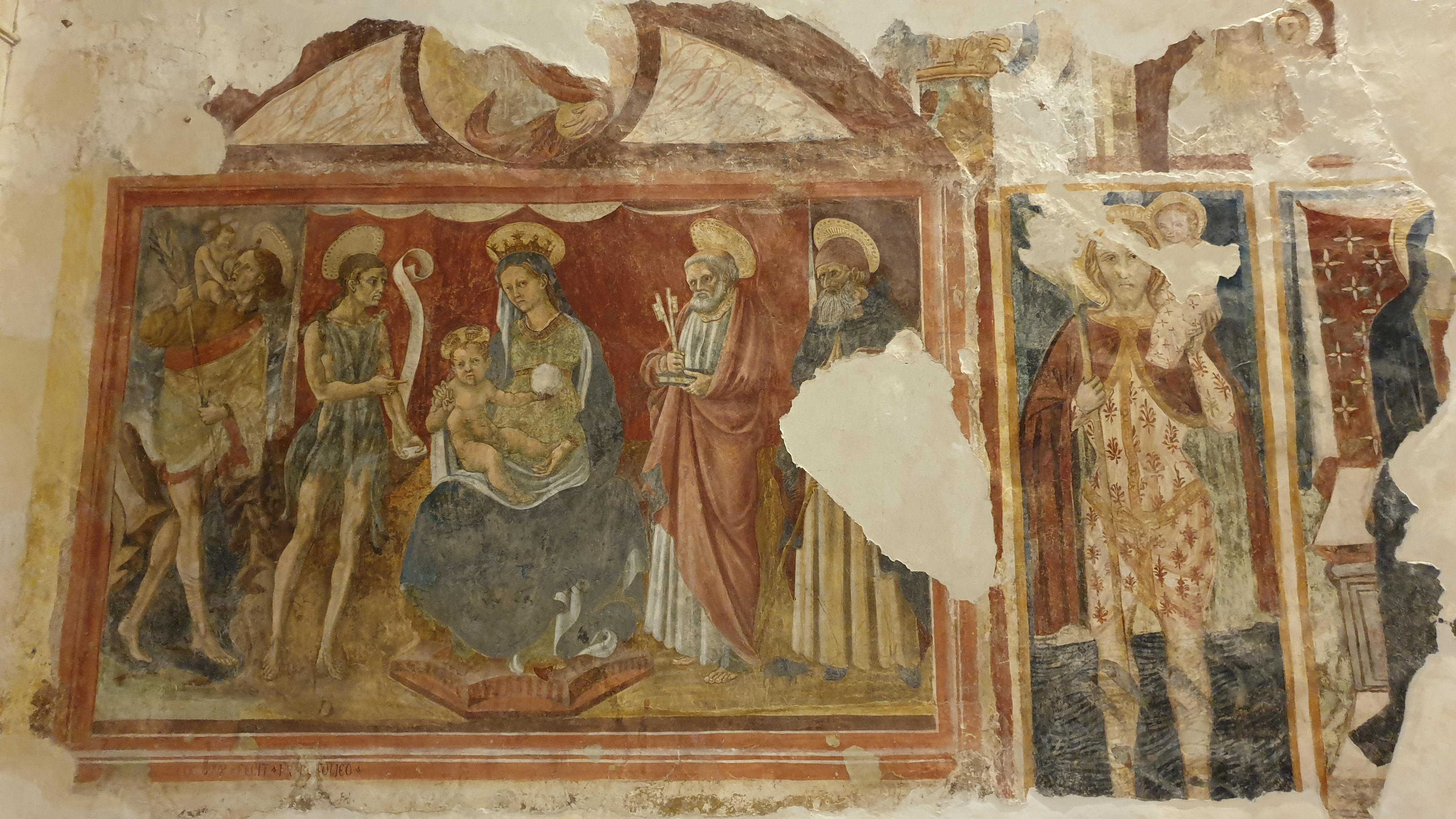
Affreschi del fianco, Madonna col Bambino tra Santi

- Chiesa della Madonna della Neve: si trova presso il fiume Vetoio, e la sua costruzione risale al medioevo. L'unico elemento originale residuo è però la facciata, mentre il resto è di ricostruzione settecentesca. La facciata ha un portale romanico a tutto sesto, sovrastato da un ovulo centrale e un campanile centrale e vela; l'edificio è stato danneggiato durante il terremoto dell'Aquila del 2009.
- Ex monastero Celestiniano della Madonna delle  Grazie: si troca in località Colle Macchione. Risale al XIII secolo,  fondato dai Padri Celestini di Collemaggio. Nel 1830 dopo l'incameramento dei beni dei Celestini era in abbandono. Fu oroprietà dei Capparelli di Ancarano comprato dai Dragonetti. Dopo i danni  del terremoto  del 2009 non è stato restaurato e il complesso è in grave statodi conservazione. Consta della chiesa semplice in pietra, a navata unica intonacata, e del complesso quadrangolare rinforzato da contrafforti e con cortile quadrato ad archi.

## Infrastrutture e trasporti

### Strade
Il paese è attraversato dalla Strada Provinciale 33 "di Coppito", che collega la Strada statale 17 con la Strada statale 80 dir del Gran Sasso d'Italia e, con una diramazione, la Strada statale 80.

### Ferrovie
Dal 1922 il paese aveva una stazione ferroviaria lungo la ferrovia L'Aquila-Capitignano, dismessa nel 1935, e attualmente lo scalo più vicino è quello di L'Aquila-Campo di Pile, sulla ferrovia Terni-Sulmona.